# Indisk skarv
Indisk skarv (Phalacrocorax fuscicollis) är en asiatisk fågel i familjen skarvar inom ordningen sulfåglar.

## Utseende och läten
Denna art är en rätt liten (63 cm) och slank svart skarv med ganska lång stjärt och en lång, tunn näbb. Jämfört med storskarven är den tydligt mindre och slankare, men större än småskarven med både längre hals och längre näbb.
Indisk skarv är bronsbrun i fjäderdräkten, fjälligt svart ovan, saknar tofs och har ett litet och något spetsigt huvud med lång och tunn näbb med krokig spets. Ögat är blått och i ansiktet syns bar gul hud utanför häckningstid. Under häckningen har den en kort, vit örontofs. I vissa dräkter har den vit strupe, men detta är till skillnad mot hos storskarven begränsat till under mungipan. Könen är lika, men fåglar utanför häckningstid och ungfåglar är brunare.

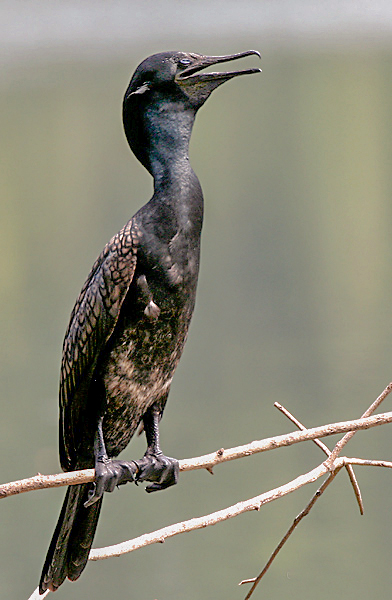
Adult i häckningsdräkt.

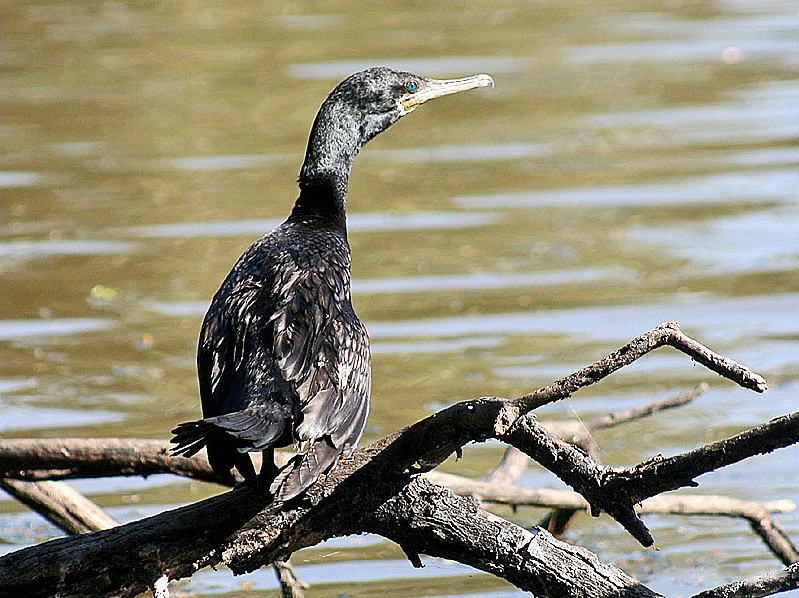
Vinterdräkt.

I häckningskolonierna hörs korta och hårda "grk" och "kit", ofta i accelererande serier.

## Utbredning och systematik
Indisk skarv förekommer som namnet avslöjar på Indiska subkontinenten, men även på norra delen av Sri Lanka, mot nordost till Assam och lokalt vidare österut till Thailand, Myanmar och Kambodja. Den behandlas som monotypisk, det vill säga att den inte delas in i några underarter. DNA-studier visar att den är systerart till den sydostligare sotskarven (P. sulcirostris).

### Skarvarnas släktskap
Skarvarnas taxonomi har varit omdiskuterad. Traditionellt har de placerats gruppen i ordningen pelikanfåglar (Pelecaniformes) men de har även placerats i ordningen storkfåglar (Ciconiiformes). Molekulära och morfologiska studier har dock visat att ordningen pelikanfåglar är parafyletisk. Därför har skarvarna flyttats till den nya ordningen sulfåglar (Suliformes) tillsammans med fregattfåglar, sulor och ormhalsfåglar.

## Levnadssätt
Indisk skarv förekommer i olika vattenmijöer, både utmed kusten vid flodmynningar och mangroveträsk (dock ej utmed exponerade kuster) och inåt land vid floder och i stora våtmarker. Den lever mestadels av fisk som den dyker efter och jagar på typiskt skarvmanér, ofta på bred front i samarbetande grupper. Häckningssäsongen varierar kraftigt efter region, monsun och lokala vattentillstånd. Äggläggning sker huvudsakligen mellan juli och februari. Den häckar i kolonier med andra fågelarter och bygger ett kvistbo i en grenklyka. Däri lägger den tre till fem blågröna ägg. Arten är huvdúdsakligen stannfågel.

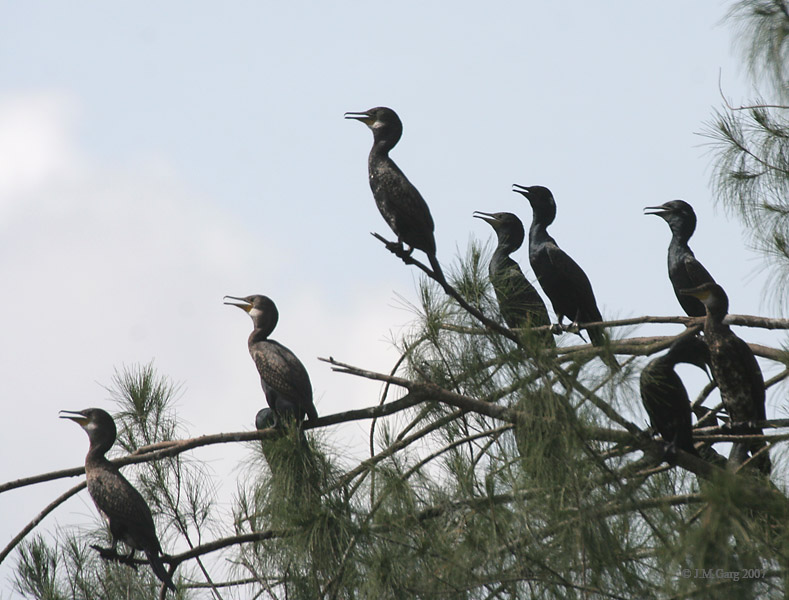
Koloni med indiska skarvar.

## Status och hot
Artens populationstrend är okänd, men utbredningsområdet är relativt stort. Internationella naturvårdsunionen IUCN anser inte att den är hotad och placerar den därför i kategorin livskraftig. Världspopulationen uppskattas till 30.000 individer.